# パサイ・ロード駅
パサイ・ロード駅 (フィリピン語: Estasyong Pasay Road)はフィリピン国鉄南方本線の鉄道駅。地上駅。マカティ市ピオ・デル・ピラー地区のエスタシオン通り(駅前通り、Calle Estacionとも)に位置しており、サンタ・メサ駅とともに駅のための側道で結ばれた駅の1つである。駅名はアルナイス通りのマカティ区間の古い名称であるパサイ・ロードから来ている。
トゥトゥバン駅から10番目の駅であり、デラ・ロサ駅、エドゥサ駅とともにマカティ市内の3つの駅のうちの一つである。ビコルエクスプレスやマヨン特急などの都市間鉄道の止まる駅としてはエスパーニャ駅とアラバン駅の間で唯一の駅である。
エスパーニャ駅やサンタ・メサ駅などの駅と同様、気動車の利用に合わせて元のホームが延長されて嵩上げされている。元々のプラットホームも通勤急行の機関車両や一部都市間列車などのために維持されている。

## 近隣施設
ドン・ボスコ工科大学マカティ校、マカティシネマスクエア、ウォルマート・マカティのほか、ザ・コラムズ・レガスピ・ビレッジ、シティランド・パソン・タモタワー、アヴィダタワー・サン・ロレンソ、ザ・ビーコン-ロシズ・タワーなどのいくつかの大型マンションが存在、あるいは建設中である。
少し離れた場所にはアヤラセンター、マカティ中央商業区、アヤラ博物館などのほかアヤラ・タワー・ワンやフィラムライフタワーなどのオフィスビルが存在し、その他ザ・シャン・グランドタワーやBSAタワーなどのマンションが開発中である。

## 交通アクセス
チノ・ロセス通り、アルナイズ通りなどのジープニーに乗り継げ、南ルソン高速道路を通るバスにもアクセスできる。

## 歴史
パサイ・ロード駅は1908年6月21日に開業した。開業当時はCuli-Culiと呼ばれていた。
一時はニールソン飛行場への支線も存在した。
1975年にピオ・デル・ピラー(Pio Del Pilar)駅として駅舎とホームが改修され、パコからこの駅まで複線路線となった。その後も複線路線は延長され、1978年にはスーカットまで複線となっている。
新しいホームは2009年に、旧駅の北側に建てられた。
2018年には全国科学技術週間の一環としてハイブリッド・エレクトリック・トレインの運行が行われた

## 駅配置
| 1階 ホーム | 側面ホーム         | 側面ホーム                                  |
| 1階 ホーム | ホーム A           | 首都通勤線 トゥトゥバン行き (←)             |
| 1階 ホーム | ホーム B           | 首都通勤線 アラバン行き (→)                 |
| 1階 ホーム | 島式ホーム         |                                             |
| 1階 ホーム | ホーム B           | 首都通勤線 トゥトゥバン(←)またはアラバン(→) |
| 1階        | コンコース/ 地上階 | 券売所、駅管理室、売店                      |

## 註釈
1. ↑  “Hybrid Electric Train available to public for free as part of NSTW celebration” (2018年7月19日). 2020年7月8日閲覧。